# Lucida Grande
Lucida Grande是一种西文无衬线体字体，属于人文主义体。它曾是苹果公司Mac OS X操作系统的預設字体。作为Lucida字体家族的一员，它的设计师是查尔斯·毕格罗（Charles Bigelow）和克里斯·霍尔姆斯（Kris Holmes）。它被用于1999年至2014年的macOS用户界面，以及Safari for Windows，直到2009年5月12日发布的3.2.3版。从OS X Yosemite（10.10版本）开始，系统字体已从Lucida Grande更改为Helvetica Neue。在OS X El Capitan（10.11版本）中，系统字体再次改变为San Francisco。
和微软Windows系统中的Lucida Sans Unicode类似，它支持Unicode2.0版本中大多数常用字符。

## 脚本和编码范围
Lucida Grande目前最新版本为10.0d1e2 (2014-09-12)，包含2,826个Unicode码，包括字形（2,245字），涵盖了：
- 拉丁字母（英文，丹麦文，冰岛文， 凯尔特文，加利西亚文， 加泰罗尼亚文， 匈牙利文， 南非荷兰文， 印度尼西亚文，夏威夷文， 奥洛莫文， 威尔士文， 巴斯克文， 德文， 意大利文， 挪威博克马尔文， 挪威尼诺斯克文， 捷克文， 斯洛伐克文， 斯瓦希里文， 格陵兰文， 法文， 法罗文， 波兰文， 爱尔兰文， 瑞典文， 罗马尼亚文， 芬兰文， 英文， 荷兰文， 葡萄牙文， 西班牙文， 越南文， 马其顿文， 马恩岛文， 马来文， 马耳他文）
- 希腊字母
- 西里尔字母（乌克兰文， 乌兹别克文， 俄文， 保加利亚文， 克罗地亚文，哈萨克文， 土耳其文， 塞尔维亚文，拉脱维亚文， 斯洛文尼亚文，爱沙尼亚文，白俄罗斯文， 立陶宛文， 索马里文，阿塞拜疆文， 阿尔巴尼亚文）
- 阿拉伯字母
- 希伯来文
- 泰文